# Liste der Baudenkmäler in Wald (Schwaben)

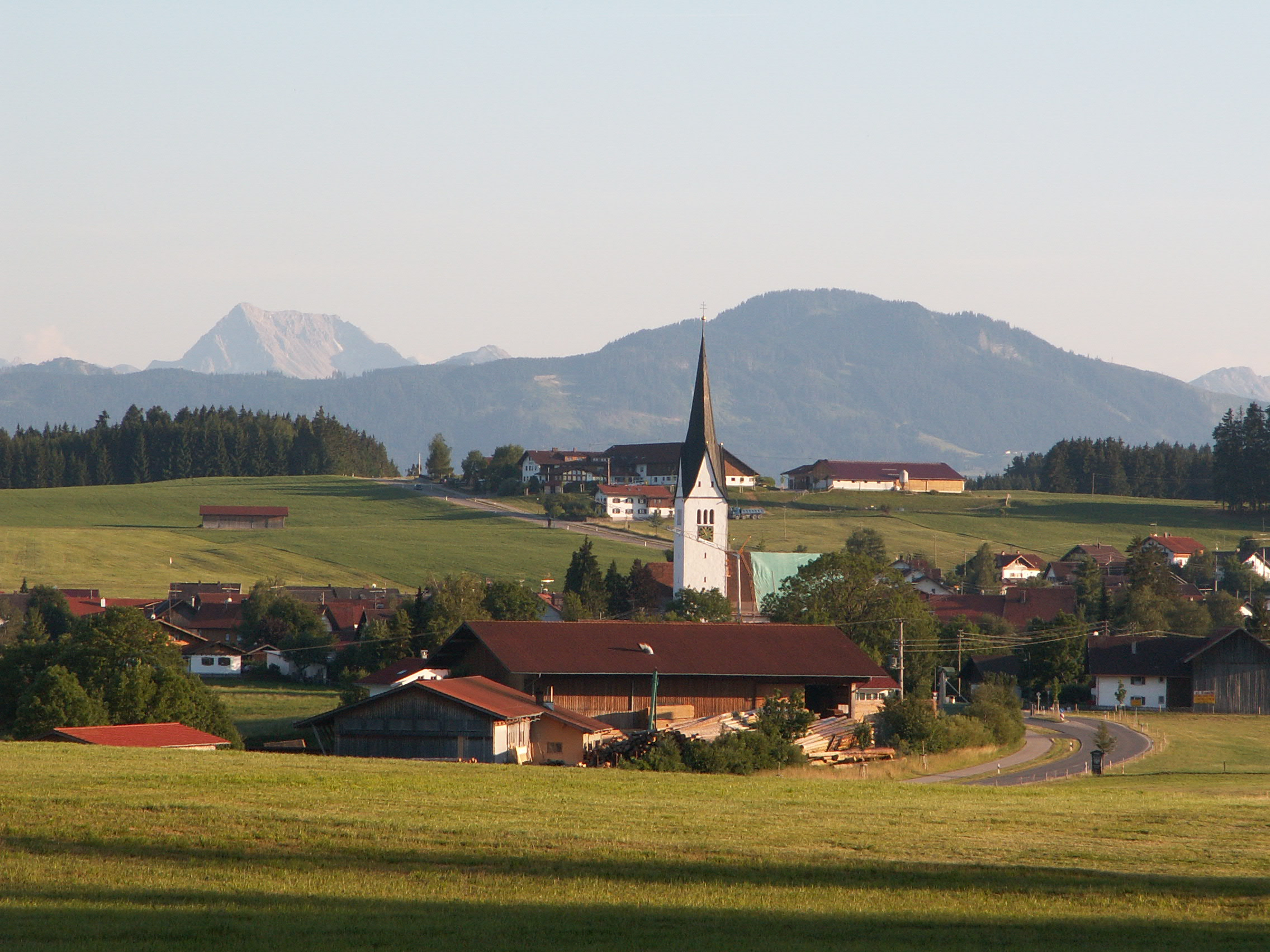
Wald im Juli 2006

Auf dieser Seite sind die Baudenkmäler in der schwäbischen Gemeinde Wald zusammengestellt. Diese Tabelle ist eine Teilliste der Liste der Baudenkmäler in Bayern. Grundlage ist die Bayerische Denkmalliste, die auf Basis des Bayerischen Denkmalschutzgesetzes vom 1. Oktober 1973 erstmals erstellt wurde und seither durch das Bayerische Landesamt für Denkmalpflege geführt wird. Die folgenden Angaben ersetzen nicht die rechtsverbindliche Auskunft der Denkmalschutzbehörde.

## Baudenkmäler nach Ortsteilen

### Wald
| Lage                                | Objekt                      | Beschreibung | Akten-Nr.    | Bild                        |
| ----------------------------------- | --------------------------- | --- | ------------ | --------------------------- |
| Marktoberdorfer Straße 1 (Standort) | Pfarrkirche St. Nikolaus    | Katholische Pfarrkirche St. Nikolaus, spätgotisch, nach 1670 barockisiert, 1781 Chorneubau und Langhausumbau; mit Ausstattung. | D-7-77-179-1 | weitere Bilder              |
| Marktoberdorfer Straße 3 (Standort) | Pfarrhaus                   | Flachdachhaus, Einfirsthof-Typ mit Hakenschopf und verputztem Fachwerkgiebel, erbaut 1682.                                     | D-7-77-179-2 | Pfarrhaus                   |
| Nesselwanger Straße 15 (Standort)   | Hausfigur                   | Kruzifix, von Anton Sturm, Mitte 18. Jahrhundert                                                                               | D-7-77-179-3 | BW                          |
| Nesselwanger Straße 44 (Standort)   | Wegkapelle                  | (1985 erneuert), mit alter Ausstattung, Mitte 19. Jahrhundert                                                                  | D-7-77-179-5 | Wegkapelle                  |
| Steinbichl 2 (Standort)             | Ehemaliges Benefiziatenhaus | Walmdachhaus, erbaut 1846. | D-7-77-179-4 | Ehemaliges Benefiziatenhaus |

### Bergers
| Lage                                        | Objekt                  | Beschreibung                                   | Akten-Nr.    | Bild           |
| ------------------------------------------- | ----------------------- | ---------------------------------------------- | ------------ | -------------- |
| Bergers (südöstlich der Kapelle) (Standort) | Pestsäule               | Sandstein, 17. Jahrhundert.                    | D-7-77-179-7 | Pestsäule      |
| Bergers 2 (Standort)                        | Katholische Ortskapelle | erbaut 1645, erneuert 1677; mit Ausstattung.   | D-7-77-179-6 | weitere Bilder |
| Bergers 7 (Standort)                        | Hausfigur               | hl. Johannes Evangelist, Mitte 17. Jahrhundert | D-7-77-179-8 | BW             |

### Hofen
| Lage                | Objekt    | Beschreibung                                  | Akten-Nr.    | Bild      |
| ------------------- | --------- | --------------------------------------------- | ------------ | --------- |
| Hofen 21 (Standort) | Hausfigur | Kruzifix mit arma sacra, 18./19. Jahrhundert. | D-7-77-179-9 | Hausfigur |

### Kippach
| Lage                 | Objekt                                 | Beschreibung                                                        | Akten-Nr.     | Bild                                   |
| -------------------- | -------------------------------------- | ------------------------------------------------------------------- | ------------- | -------------------------------------- |
| (Standort)           | Katholische Kapelle Vierzehn Nothelfer | erbaut Ende 17. Jahrhundert, 1807 verlängert; mit Ausstattung.      | D-7-77-179-10 | Katholische Kapelle Vierzehn Nothelfer |
| Kippach 1 (Standort) | Kippachmühle                           | im Dachraum eingebauter Kornkasten, Blockbau, Ende 17. Jahrhundert. | D-7-77-179-11 | Kippachmühle                           |

### Klosterhof
| Lage                     | Objekt                               | Beschreibung                            | Akten-Nr.     | Bild                                 |
| ------------------------ | ------------------------------------ | --------------------------------------- | ------------- | ------------------------------------ |
| Klosterhof 12 (Standort) | Katholische Kapelle Mariä Vermählung | erbaut 1698, Turm 1869; mit Ausstattung | D-7-77-179-12 | Katholische Kapelle Mariä Vermählung |

### Wetzlers
| Lage                   | Objekt                | Beschreibung | Akten-Nr.     | Bild                  |
| ---------------------- | --------------------- | --- | ------------- | --------------------- |
| Wetzlers 10 (Standort) | Ehemaliges Bauernhaus | Mitterstallbau mit Hakenschopf und Andreaskreuz über Tenne, Wohnteil verputzter Ständerbau, Mitte 18. Jahrhundert. | D-7-77-179-14 | Ehemaliges Bauernhaus |